# Comuna de Winnica
Winnica (polaco: Gmina Winnica) é uma gminy (comuna) na Polónia, na voivodia de Mazóvia e no condado de Pułtuski. A sede do condado é a cidade de Winnica.
De acordo com os censos de 2004, a comuna tem 4124 habitantes, com uma densidade 35,8 hab/km².

## Área
Estende-se por uma área de 115,09 km², incluindo:
- área agrícola: 79%
- área florestal: 15%

## Demografia
Dados de 30 de Junho 2004:
|                      | Total   | Total | Mulheres | Mulheres | Homens  | Homens |
| -------------------- | ------- | ----- | -------- | -------- | ------- | ------ |
|                      | pessoas | %     | pessoas  | %        | pessoas | %      |
| População            | 4124    | 100   | 2050     | 49,7     | 2074    | 50,3   |
| Densidade (pop./km²) | 35,8    | 100   | 17,8     | 17,8     | 18      | 18     |

De acordo com dados de 2002, o rendimento médio per capita ascendia a 1570,53 zł.

## Subdivisões
- Bielany, Błędostowo, Brodowo-Bąboły, Budy-Zbroszki, Domosław, Glinice-Domaniewo, Glinice Wielkie, Gnaty-Lewiski, Gnaty-Wieśniany, Golądkowo, Górki-Baćki, Górki Duże, Górki-Witowice, Kamionna, Łachoń, Mieszki-Kuligi, Mieszki-Leśniki, Pawłowo, Poniaty-Cibory, Poniaty Wielkie, Powielin, Rębkowo, Skarżyce, Skorosze, Skoroszki, Skórznice, Smogorzewo Pańskie, Smogorzewo Włościańskie, Stare Bulkowo, Winnica, Winniczka, Zbroszki.

## Comunas vizinhas
- Gzy, Nasielsk, Pokrzywnica, Pułtusk, Serock, Świercze